# Île Rivero
Pour les articles homonymes, voir Rivero.
L'île Rivero (en espagnol : Isla Rivero) est une île appartenant à l'archipel des Chonos, au Chili.

## Géographie
Au nord de l'île se trouve le canal de Darwin, et à l'est le canal Utarupa. Au sud, l'île est entourée par la canal Pulluche et à l'ouest par le canal Williams.
L'île compte cinq monts dans sa partie occidentale dont l'altitude est comprise entre 579 mètres et 884 mètres. 
Sur sa côte nord-ouest, a été fondé le port de Yates. 